# Bahrain tại Thế vận hội
Bahrain đã tham gia 9 Thế vận hội Mùa hè và chưa từng tham gia Thế vận hội Mùa đông.
Tất cả huy chương Thế vận hội của Bahrain đều được mang về bởi các vận động viên (VĐV) chạy đường dài gốc Phi nhập tịch. Tấm huy chương đầu tiên của nước này là huy chương đồng chạy 1500 mét nữ của VĐV gốc Ethiopia Maryam Yusuf Jamal tại Thế vận hội Mùa hè 2012, nhưng do Ủy ban Olympic Quốc tế đã tước huy chương vàng và bạc của Aslı Çakır Alptekin và Gamze Bulut, VĐV này trở thành người có thành tích tốt nhất và đổi màu huy chương. Bốn năm sau tại Thế vận hội Mùa hè 2016, hai phụ nữ gốc Kenya, Ruth Jebet nội dung chạy vượt rào 3000 mét và Eunice Kirwa chạy marathon, giành một vàng và một bạc cho Bahrain. Tại Thế vận hội Mùa hè 2008, VĐV gốc Maroc, Rashid Ramzi, đoạt vàng điền kinh nội dung 1500 mét nam, sau đó bị tước huy chương do đã dùng doping.

## Bảng huy chương

### Thế vận hội Mùa hè
| Thế vận hội         | Số VĐV        | Vàng          | Bạc           | Đồng          | Tổng số       | Xếp thứ       |
| 1896–1980           | không tham dự | không tham dự | không tham dự | không tham dự | không tham dự | không tham dự |
| Los Angeles 1984    | 10            | 0             | 0             | 0             | 0             | –             |
| Seoul 1988          | 7             | 0             | 0             | 0             | 0             | –             |
| Barcelona 1992      | 10            | 0             | 0             | 0             | 0             | –             |
| Atlanta 1996        | 5             | 0             | 0             | 0             | 0             | –             |
| Sydney 2000         | 4             | 0             | 0             | 0             | 0             | –             |
| Athens 2004         | 10            | 0             | 0             | 0             | 0             | –             |
| Bắc Kinh 2008       | 15            | 0             | 0             | 0             | 0             | –             |
| Luân Đôn 2012       | 12            | 1             | 0             | 0             | 1             | 51            |
| Rio de Janeiro 2016 | 35            | 1             | 1             | 0             | 2             | 48            |
| Tokyo 2020          | chưa diễn ra  | chưa diễn ra  | chưa diễn ra  | chưa diễn ra  | chưa diễn ra  | chưa diễn ra  |
| Tổng số             | Tổng số       | 2             | 1             | 0             | 3             | 94            |

### Huy chương theo môn
| Môn thi đấu        | Vàng | Bạc | Đồng | Tổng số |
| ------------------ | ---- | --- | ---- | ------- |
| Điền kinh          | 2    | 1   | 0    | 3       |
| Tổng số (1 đơn vị) | 2    | 1   | 0    | 3       |

## VĐV giành huy chương
| Huy chương | Tên VĐV            | Thế vận hội         | Môn thi đấu | Nội dung                    |
| ---------- | ------------------ | ------------------- | ----------- | --------------------------- |
| Vàng       | Maryam Yusuf Jamal | Luân Đôn 2012       | Điền kinh   | 1500 mét (nữ)               |
| Vàng       | Ruth Jebet         | Rio de Janeiro 2016 | Điền kinh   | Chạy vượt rào 3000 mét (nữ) |
| Bạc        | Eunice Kirwa       | Rio de Janeiro 2016 | Điền kinh   | Marathon (nữ)               |